# یواس‌اس ماد (اس‌پی-۱۰۰۹)
یواس‌اس ماد (اس‌پی-۱۰۰۹) (به انگلیسی: USS Maud (SP-1009)) یک کشتی بود که طول آن ۵۰ فوت (۱۵ متر) بود.